# Centre de Conferències (SUD)
El Centre de Conferències és el principal lloc de conferències generals i mundials de l'Església de Jesucrist dels Sants dels Últims Dies, localitzat en la ciutat de Salt Lake City, capital de l'estat de Utah, Estats Units. L'edifici es va completar a principis de l'any 2000, en temps per a la primera conferència general de l'església SUD del segle xxi, a l'abril d'aquest any. El Centre de Conferències té capacitat per a 21,000 persones i reemplaça en el seu ús a l'històric Tabernacle de Salt Lake que va ser construït el 1868, i usat també per a les conferències semi-anuals de l'església així com altres esdeveniments.

## Característiques
El Centre de Conferències va ser construït usant granit que va ser extret de la mateixa pedrera d'on va sortir el granit amb el qual es va construir el Temple de Salt Lake City.

### Estructura
Les parets externes del Centre de Conferències estan revestides de granit tallat a precisió. El pinacle, amb vidre en el seu centre, mesura 28 metres d'altura i denota el propòsit religiós de l'edifici. Un esquerdada de 20 metres descendeix en forma d'escala des del pinacle de l'edifici. L'aigua de l'esquerdada prové d'una font natural trobada en el subsòl durant la construcció de l'edifici. Un rierol de Salt Lake City, anomenat City Creek flueix per l'entrada aquest de l'edifici, en una mini-conca construïda per aquest fi. L'estacionament subterrani té capacitat per a 1.400 cotxes.

### Auditori
Vista panoràmica d'alta resolució de l'interior del Centre de Conferències cap a l'estrada i l'òrgan de vent. El Centre de Conferències té 130.000 m2 amb un auditori principal amb 21,000 seients, que inclou una estrada darrere d'un púlpit que dona la cara a l'audiència, lloc on en general s'asseuen 158 oficials i autoritats generals de l'església, així com els 360 membres del Cor del Tabernacle. L'espai de l'auditori és comparable a dos avions Boeing 747 un davant de l'altre. Tots els seients tenen una vista no obstaculitzada del púlpit, a causa del fet que les balconades superiors estan suspesos sobre celosíes radials, permetent que en omplir-se de persones, les balconades puguin descendir fins a 15 centímetres de la seva ubicació inicial. Darrere dels seients del Cor del Tabernacle es troba l'òrgan de vent amb 7.667 tubs i 130 rangs de tons. Un chandelier modernista de tres pisos d'altura penja en una sala de l'interior de l'edifici.

### Decoracions
A causa del fet que l'edifici s'assenta proper a la falda del Capitol Hill de Salt Lake City, un pujol on es troba el capitoli de l'estat i conjunts residencials del centre de la ciutat, el sostre del Centre de Conferències ha estat sembrat amb jardins per a contribuir amb l'atracció de la vista del centre de Salt Lake City. Els jardins del Centre de Conferències tendeixen a ser una representació de les muntanyes i praderes de l'estat de Utah. Aproximadament 12,000 m² d'agram prim i centenars d'arbres s'han plantat en el sostre de l'edifici. Es van emprar 21 tipus diferents de gramínies natives del desert amb la finalitat de conservar l'aigua requerida per a la irrigació dels seus jardins i exposar en conjunt el fullatge local.

### Teatre del Centre de Conferències
Entrada al teatre del Centre de Conferències. Adjunt a l'edifici principal, en la cantonada nord-oest, es troba el teatre del Centre de Conferències amb 850 seients que és usat a més per a llocs addicionals quan l'auditori principal s'omple durant el seu ús.

## Planificació i construcció
El disseny del Centre de Conferències va ser encarregat a l'arquitecte de l'església SUD Leland Gray a principis dels anys 1990. L'església originalment planejava una capacitat de 26.000 persones en un edifici no major a 23 metres d'altura, basat en les regulacions que l'església mateixa havia establert per a l'àrea immediatament al nord de la poma del Temple. El llavors president de l'església, Gordon B. Hinckley va anunciar el projecte públicament durant la conferència general de 1996, any en el qual es van completar els plans, amb el resultant total de 21.200 seients i altres 905 en el teatre lateral.
La construcció de l'edifici la van realitzar tres empreses constructores de Salt Lake City—Jacobse, Layton i Oakland, i van presentar la seva proposta en conjunt amb la finalitat de poder competir amb altres empreses nacionals. En guanyar el contracte a finals de 1996, les empreses van treballar en grup sota el nom Constructora Legacy.
Les demolicions pertinents de propietats existents pertanyents a l'església van començar al maig de 1997 incloent un gimnàs de YMCA i altres botigues i centres que funcionaven en la quadra. La primera palada es va realitzar en una cerimònia el 24 de juliol de 1997, coincidint amb la celebració del dia dels pioners.

## Dedicació
Malgrat un breu període d'interrupció creat per l'excepcional tornat de 1999, en què les grues de construcció van caure i es van produir quatre lesionats sense morts, la construcció del Centre de Conferències va prosseguir amb celeritat. El treball de construcció va acabar en temps per a la conferència anual de l'església SUD nombre 170 l'1 i 2 d'abril del 2000. L'òrgan dissenyat per al Centre de Conferències no estava encara en operatiu, de manera que es va usar un òrgan sintetitzador amplificat amb el sistema de so de l'auditori. El president de l'església aquest any, Gordon B. Hinckley va esmentar en el seu discurs d'obertura que més de 370.000 persones havien sol·licitat entrades per a assistir a la inauguració del Centre de Conferències. Hinckley també va explicar que un arbre plantat feia dècades en el pati de la seva casa havia estat usat per a fabricar el púlpit principal de l'auditori. El Centre de Conferències va ser dedicat sis mesos després, el 8 d'octubre del 2000.